# Episodi di Static Shock (prima stagione)
La prima stagione di Static Shock è andata in onda negli Stati Uniti dal 23 settembre 2000 al 12 maggio 2001 su Kids' WB ed è composta da 13 episodi.
| Nº | Titolo originale        | Prima TV Stati Uniti |
| -- | ----------------------- | -------------------- |
| 1  | Shock to the System     | 23 settembre 2000    |
| 2  | Aftershock              | 30 settembre 2000    |
| 3  | The Breed               | 7 ottobre 2000       |
| 4  | Grounded                | 14 ottobre 2000      |
| 5  | They're Playing My Song | 11 novembre 2000     |
| 6  | The New Kid             | 18 novembre 2000     |
| 7  | Child's Play            | 2 dicembre 2000      |
| 8  | Sons of the Fathers     | 9 dicembre 2000      |
| 9  | Winds of Change         | 16 dicembre 2000     |
| 10 | Bent Out of Shape       | 27 gennaio 2001      |
| 11 | Junior                  | 10 febbraio 2001     |
| 12 | Replay                  | 3 marzo 2001         |
| 13 | Tantrum                 | 12 maggio 2001       |